# Гигиена органов слуха
Гигиена органов слуха — профилактические меры для предохранения органов слуха от вредных воздействий и проникновения инфекций.

## Личная гигиена

### Ушная сера
В наружном слуховом проходе, ведущем от ушной раковины к барабанной перепонке, постоянно выделяется ушная сера. Она содержит смягчающие и противомикробные вещества. Накопление ушной серы может привести к закупорке наружного слухового прохода и ухудшению слуха. Поэтому нужно постоянно следить за чистотой ушей — мыть их (однако слишком частое очищение слухового прохода может способствовать повышенному выделению ушной серы). Нельзя доставать серу из ушей спичкой, булавкой, карандашом, поскольку можно повредить барабанную перепонку, что приведёт к ослаблению или потере слуха. Если скопилось много серы, которая полностью закрыла просвет слухового прохода, вследствие чего понизился слух и появился шум в ушах, следует обратиться к врачу, чтобы он удалил серные пробки.

### Попадание воды в уши
Попадание воды в уши приводит к ощущению заложенности, ухудшению слуха, а при длительном воздействии — к сильной боли. Чтобы избавиться от недавно попавшей воды, можно лечь на спину, а затем медленно (примерно за 5 секунд) повернуть голову в сторону заполненного водой уха. После этого вода выльется из уха. Вода безопасна, т.к. из-за барабанной перепонки она не может попасть внутрь. Но остывшая вода может переохладить ухо и вызвать воспаление.

### Уши и нос
При инфекционных заболеваниях (грипп, ангина, корь) микроорганизмы из носоглотки могут проникнуть через слуховую трубу в полость среднего уха и вызвать воспаление.

## Гигиена труда

### Производственный шум
Большой вред здоровью наносят сильные шумы, постоянно действующие на организм. Они могут не только приводить к ослаблению слуха или его полной потере, но и снижать работоспособность, повышать утомляемость, вызывать бессонницу, а также быть причиной возникновения ряда заболеваний (язва, гастрит, гипертония и др.). Для борьбы с производственными шумами используются различные средства шумоподавления:
- звукопоглощающие материалы и экраны в отделке производственных и жилых помещений, амортизационные устройства на технику, звуконепроницаемые перегородки и боксы и т.д.;
- замена частей механизмов из металла на части из пластмассы;[2]
- индивидуальные средства защиты: беруши, наушники и др. Но, на практике, они малоэффективны[3][4].

При сильных звуках типа взрывов нужно открывать рот, чтобы давление на барабанную перепонку с обеих её сторон было одинаковым и не произошёл её разрыв.

## Баротравмы органов слуха
Баротравма органов слуха — это повреждение структур уха, вызванное резкими изменениями барометрического давления. Она может возникнуть при погружении под воду, авиаперелётах, барокамерах и воздействии взрывных волн.

### Механизм возникновения
При изменении давления на окружающую среду происходит разница между давлением в наружном ухе и среднем ухе. Евстахиева труба, соединяющая среднее ухо с носоглоткой, регулирует давление, но если она не справляется с этим процессом, может произойти травма.

### Классификация
Баротравмы уха могут затрагивать разные отделы:
- Наружное ухо — при закупорке наружного слухового прохода (например, серной пробкой).
- Среднее ухо — из-за неполной компенсации давления через евстахиеву трубу.
- Внутреннее ухо — в результате резких колебаний давления, приводящих к повреждению улитки или круглого окна.

### Симптомы
Основные проявления баротравмы:
- Заложенность уха
- Боль в ухе
- Снижение слуха
- Шум в ушах
- Головокружение
- В тяжёлых случаях — разрыв барабанной перепонки и кровотечение

### Диагностика
Для постановки диагноза используют:
- Отоскопию (осмотр барабанной перепонки)
- Аудиометрию (оценку слуха)
- Импедансометрию (измерение давления в среднем ухе)

### Лечение
- При лёгких формах — меры по восстановлению проходимости евстахиевой трубы (глотание, зевание, дыхательные упражнения).
- Медикаментозная терапия (сосудосуживающие капли, антигистаминные препараты, обезболивающие).
- В тяжёлых случаях (разрыв барабанной перепонки) может потребоваться хирургическое вмешательство (мирингопластика).

### Профилактика
- Медленное и контролируемое погружение при дайвинге
- Использование приёмов выравнивания давления (манёвр Вальсальвы, манёвр Тойнби)
- Применение сосудосуживающих капель перед полётом при насморке
- Избегание резких перепадов давления

Баротравма органов слуха чаще всего носит временный характер, но при тяжёлых поражениях может привести к стойкому ухудшению слуха.